# Daily Star
Daily Star é um jornal britânico, fundado em 1978, responsável por divulgar notícias variadas, como economia, polícia, celebridades. Também tem uma página em seu site dedicada a mostrar belas mulheres. É de propriedade de Richard Desmond.
É responsável por marcas como OK! Magazine, The Daily Express, new! Magazine, Star Magazine e Express Franchise.